# Hojo Masamura
Hojo Masamura (Japans: 北条政村) (1205 - 1273) van de Hojo-clan was de zevende shikken (regent) van het Japanse Kamakura-shogunaat en heerste van 1264 tot 1268. 